# Andy Daly
Andrew (Andy) Daly (Westchester County, 15 april 1971) is een Amerikaans (stem)acteur en komiek.

## Biografie
Andrew Daly werd in 1971 geboren in Mount Kisco (Westchester County), een stadje in de staat New York. In 1989 studeerde hij in New Jersey af aan Ridgewood High School, waarna hij een bachelor behaalde aan de acteerafdeling van Ithaca College.

## Carrière
Na zijn studies verhuisde Daly naar New York, waar hij aan de slag ging als komiek en acteur. Zo was hij eind jaren 1990 te zien in onder meer afleveringen van de komische praatprogramma's Late Night with Conan O'Brien (1998–1999) en Late Show with David Letterman (1998). Van 2000 tot 2002 werkte hij mee aan het sketchprogramma MADtv.
In de daaropvolgende jaren werd Daly vooral bekend van bij- en gastrollen in bekende, komische series als Entourage (2006–2007), The Office (2007), Eastbound & Down (2009–2012), Modern Family (2013–2020), Silicon Valley (2014–2019) en Veep (2019). Als stemacteur werkte hij ook mee aan bekende animatieseries als The Simpsons, Rick and Morty en Bob's Burgers.
Naast televisie acteert Daly sinds de jaren 2000 ook regelmatig mee in komische films. Zo had hij kleine rollen in producties als What Happens in Vegas... (2008), The Informant! (2009) en Life as We Know It (2010). In 2011 had hij ook een figurantenrol in de actiefilm Transformers: Dark of the Moon. 

## Filmografie

### Film
- The Brave Little Toaster to the Rescue (2005) (stem)
- Christmas with the Kranks (2004)
- School for Scoundrels (2006)
- Dante's Inferno (2007) (stem)
- What Love Is (2007)
- Wild Girls Gone (2007)
- Semi-Pro (2008)
- What Happens in Vegas... (2008)
- Tenure (2008)
- Post Grad (2008)
- The Informant! (2009)
- She's Out of My League (2010)
- Freak Dance (2010)
- Life as We Know It (2010)
- Yogi Bear (2010)
- High Road (2011)
- Transformers: Dark of the Moon (2011)
- Butter (2011)
- Big Miracle (2012)
- A Haunted House (2013)
- Jason Nash Is Married (2014)
- A Better You (2014)
- Middle School: The Worst Years of My Life (2016)
- FML (2016)
- Table 19 (2017)

### Televisie (selectie)
- Spin City (1996)
- MADtv (2000–2002)
- Reno 911! (2005–2009)
- Entourage (2006–2007)
- The Office (2007)
- Eastbound & Down (2009–2012)
- Greek (2007)
- Modern Family (2013–2020)
- Silicon Valley (2014–2019)
- Bob's Burgers (2014–) (stem)
- Adventure Time (2014–2017) (stem)
- Rick and Morty (2015) (stem)
- Black-ish (2015–)
- American Dad! (2016–)
- Brooklyn Nine-Nine (2017)
- The Simpsons (2018) (stem)
- The Good Place (2018)
- The Big Bang Theory (2019)
- Veep (2019)